# Seľany
Seľany (in ungherese Szelény) è un comune della Slovacchia facente parte del distretto di Veľký Krtíš, nella regione di Banská Bystrica.